# Kochankowie z Marony (film 1966)
Kochankowie z Marony – polski melodramat z 1966 roku w reżyserii Jerzego Zarzyckiego, zrealizowany na podstawie opowiadania Jarosława Iwaszkiewicza. Zdjęcia kręcono w Gródku nad Dunajcem oraz nad Jeziorem Rożnowskim.

## Obsada aktorska
- Barbara Horawianka – Ola Czekaj, nauczycielka w Maronie
- Andrzej Antkowiak – Janek, kuracjusz w sanatorium
- Józef Łotysz – Arek, przyjaciel Janka
- Władysław Hańcza – Gulbiński
- Danuta Wodyńska – siostra Eufrozyna Pogorzelska
- Jan Świderski – Horn, kierownik szkoły
- Wiesława Mazurkiewicz – żona Horna
- Grzegorz Roman – Józio